# 蟾蜍角鮟鱇
蟾蜍角鮟鱇（学名：Bufoceratias thele），又名深海鮟鱇，为輻鰭魚綱鮟鱇目棘茄魚亞目雙角鮟鱇科蟾蜍角鮟鱇屬下的一个种，為深海魚類，分布於西太平洋的東海及南海海域，棲息深度0-1500公尺，雌魚體長可達16.2公分，生活習性不明，不具任何經濟價值。